# بیت‌لاهیا
بیت لاهیا شهرکی است تحت کنترل حکومت فلسطین که حدود ۱۰۸,۰۰۰ نفر جمعیت و حدود ۱۸.۶ کیلومتر مربع وسعت دارد در شمال نوار غزه واقع شده‌ است. 
این شهرک در شمال جبالیا، نزدیک بیت حانون و مرز اسرائیل قرار دارد.  
حماس در جریان انتخابات شهرداری‌های فلسطین در سال ۲۰۰۵ کنترل این شهر را به دست گرفتند. 
واژه «لاهیا» در زبان سریانی به معنی «متروک» و طاقت‌فرسا می‌باشد. اطراف این شهرک را تل‌های شنی فرا گرفته‌است، که ارتفاع بعضی از آنها تا ۵۵ متر بالاتر از سطح دریا می‌رسد. این منطقه به خاطر درخت‌های چنار بسیار بزرگ آن معروف است. شهرک‌های یهودی‌نشین نیسانیت، ایلی سینای، و دوگیت که خیلی به بیت لاهیا نزدیک بودند در اوت ۲۰۰۵ تخلیه شدند.
از سال ۱۹۶۷ به بعد، سیاست دولت‌ اسرائیل افزایش ساخت‌وساز و توسعه شهرک‌های یهودی‌نشین در اراضی اشغالی فلسطین بوده است.

## کشتارهای ۲۰۰۵
در ۴ ژانویه ۲۰۰۵ هفت غیرنظامی ساکن بیت لاهیا، از جمله شش عضو یک خانواده بعد از آنکه یک گلوله تانک نظامیان اسرائیل به منطقه کشاورزی محل کار آنها اصابت کرد کشته شدند. اسامی کشتگان این حادثه عبارتند از:

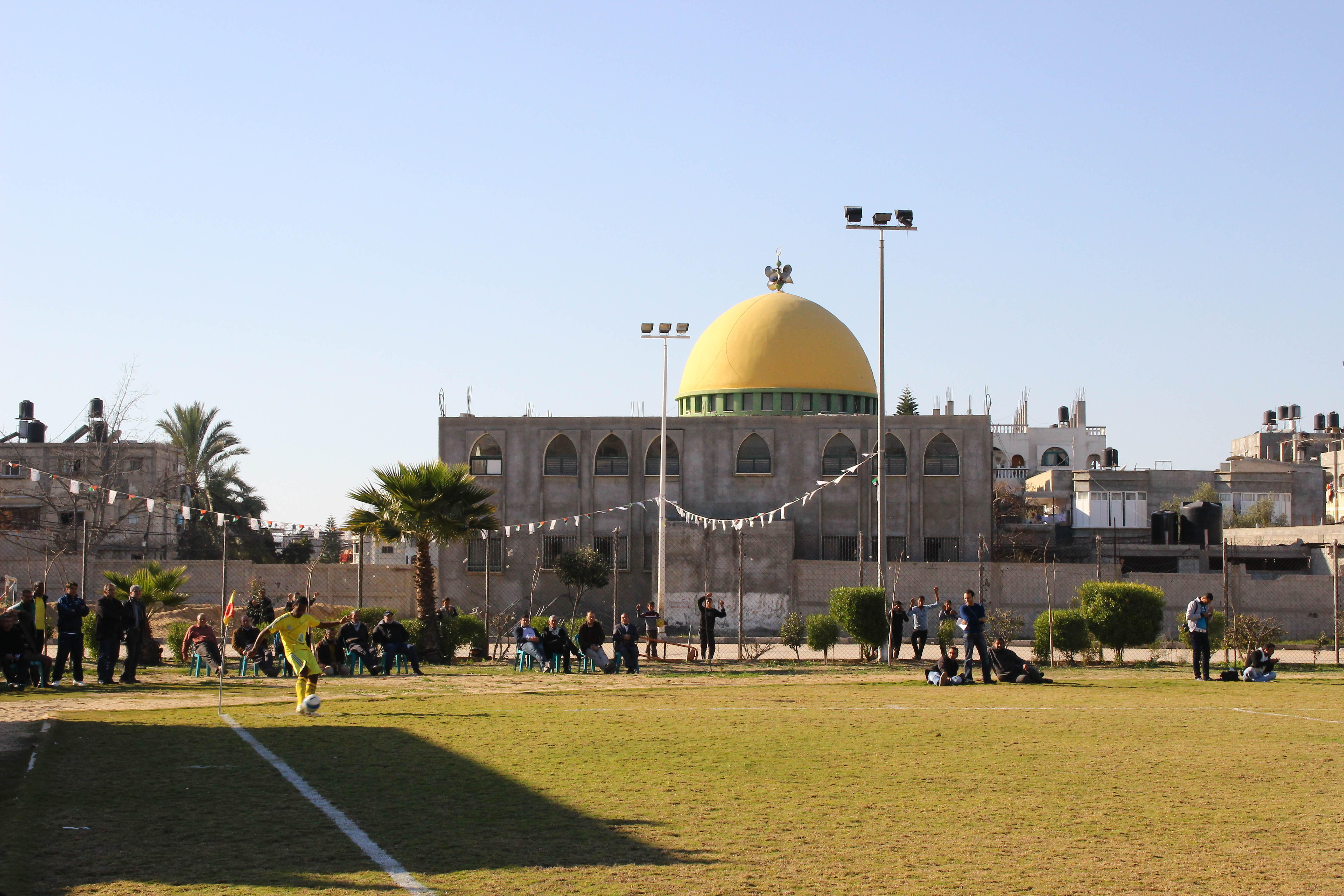
یک مسابقه فوتبال در یک استادیوم محلی در بیت لاهیا

- هانی محمد کمال غابن، ۱۷
- محمد حسن موسی غابن، ۱۷
- راجح غاسن کمال گبین، ۱۰
- جابر عبدالله غابن، ۱۶
- بسام کمال محمد غابن، ۱۷
- محمود کمال محمد گبین، ۱۲
- جبریل عبدالفتاح الکاسیه، ۱۶

## کشتارهای ۲۰۰۶
انفجار ساحل غزه
در ۹ ژوئن، ۲۰۰۶ هشت غیرنظامی درحالی که در ساحل شمال غزه در بیت لاهیة سرگرم تفریح بودند، کشته شدند. در بین  کشته‌شدگان هفت نفر از اعضای خانواده علی غالیه بودند. 